# Пиплмувер

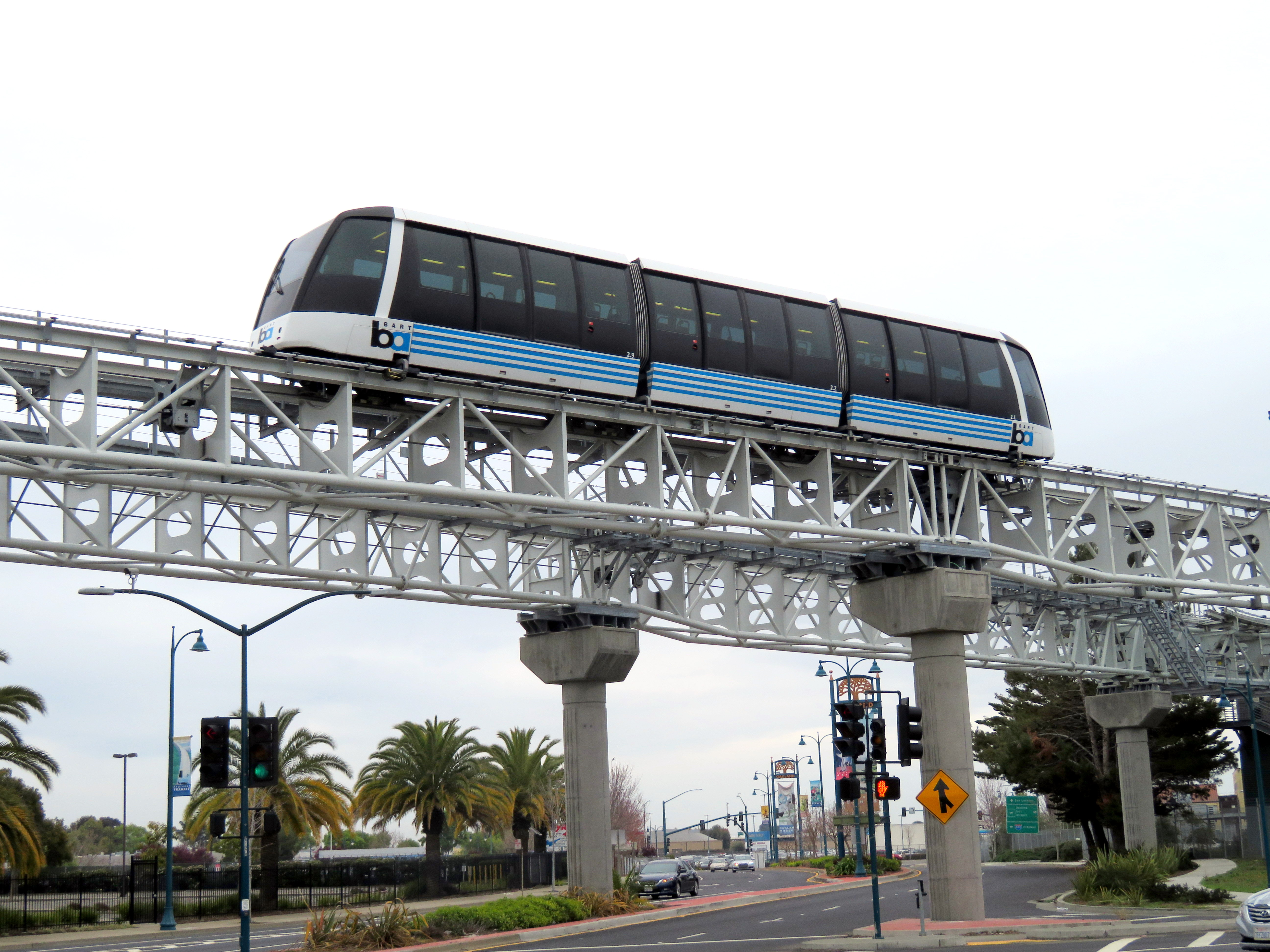
Пиплмувер в аэропорту Окленда

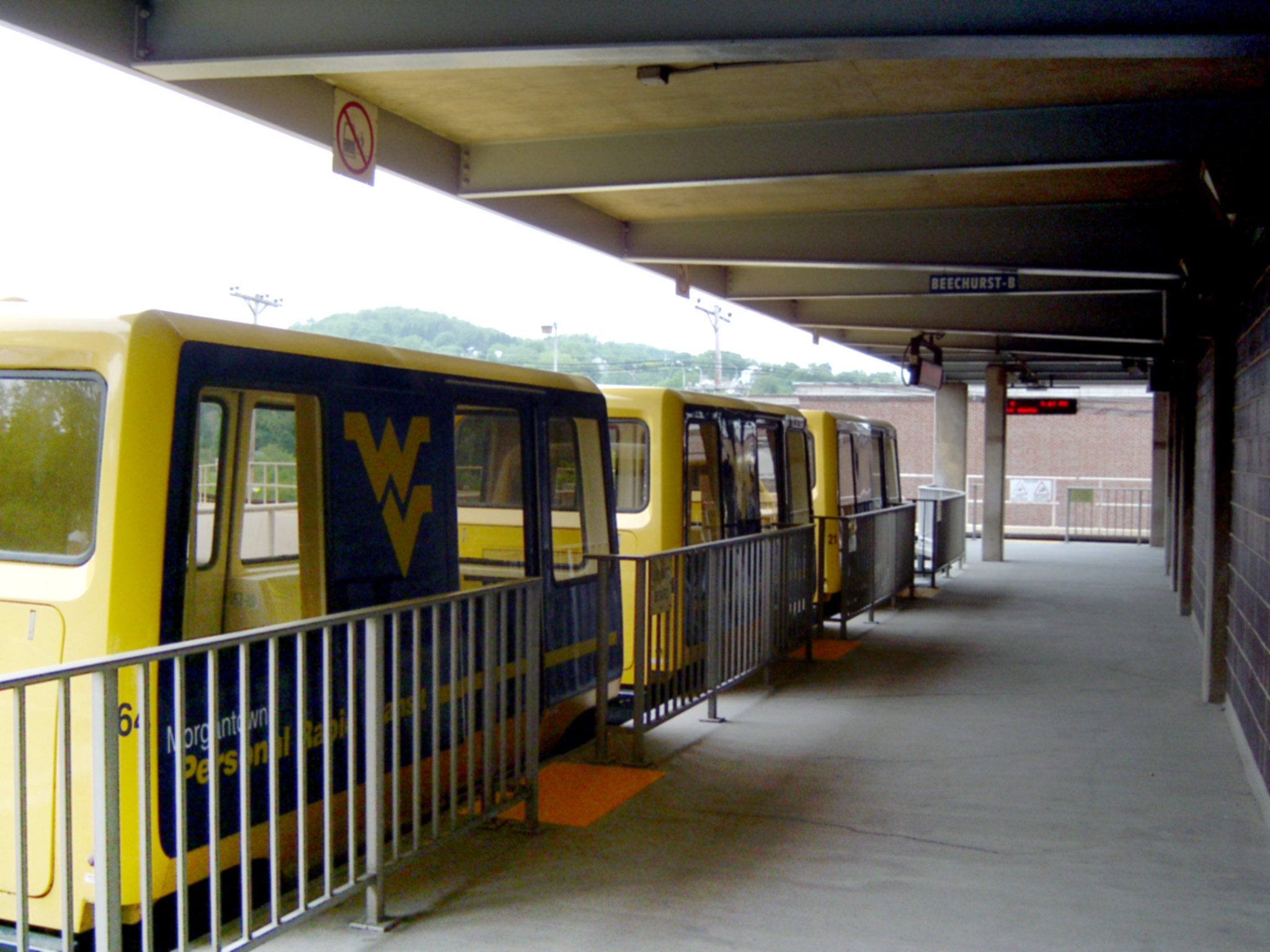
Система ПАТ университета Западной Виргинии

Пиплмувер (от англ. people mover) — автоматизированная система перевозки пассажиров малого масштаба. Этот термин обычно используется только для описания систем, обслуживающих относительно небольшие территории, такие как аэропорты, центральные районы городов или парки развлечений.
Термин был первоначально применен к трем различным системам, разработанным примерно в одно время. Одной из них был Skybus, автоматизированная система общественного транспорта, которую с 1964 создавала как прототип корпорация Westinghouse Electric. Вторая, называемая Expo Express, открылась в Монреале на Expo 67 и была закрыта через несколько лет. Наконец, последняя, называемая PeopleMover, или WEDway PeopleMover, была достопримечательностью, которая была первоначально представлена Goodyear Tire and Rubber Company и которая открылась в Диснейленде в 1967 году. Теперь, однако, термин «пиплмувер» является более общим и им обозначают также некоторые системы монорельса или маглева. Привод может представлять собой обычные электродвигатели, линейные двигатели или канатную тягу.
Чаще всего крупные системы пиплмувера называются по-другому. Наиболее универсальными терминами являются «автоматизированная система перевозки пассажиров» или «автоматический транспорт по направляющим (АТН)», которые охватывают любую автоматизированную систему независимо от её размера.
Некоторые концепции систем пиплмуверов предусматривают множество малых транспортных средств в сети со станциями, располагающимися вне самой линии, по которой движутся транспортные средства и предоставляют пассажирам практически безостановочный сервис. Эти системы, подобные такси, чаще всего называют персональным автоматическим транспортом (ПАТ). На 2021 год существуют две линии ПАТ: система Университета Западной Вирджинии в Моргантауне и система ULTra в аэропорту Хитроу.
Обычно крупные существующие системы пиплмуверов имеют характеристики, аналогичные системам общественного транспорта, и нет четкого различия между комплексными пиплмуверами этого типа и автоматизированной системой общественного транспорта. Такова, например, система Minimetrò города Перуджи, состоящая из 7 станций.
Однако такие системы пиплмувера являются скорее исключением, и большинство систем АТН состоят из 2 станций — например, соединяя два терминала аэропорта. Такой системой является, например, пиплмувер аэропорта Шереметьево.

## История

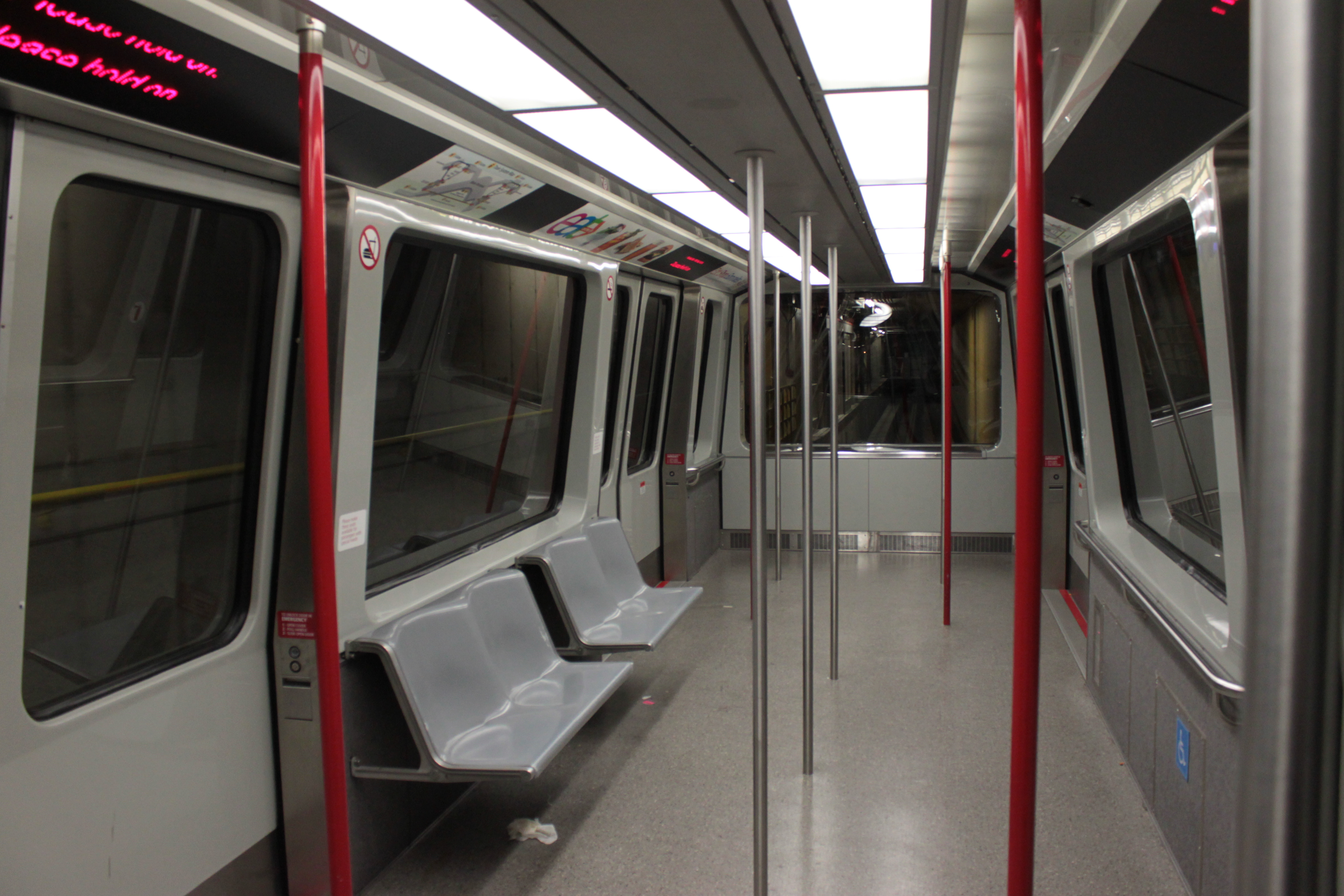
Интерьер Satellite Transit System, Сиэтл, Вашингтон, США. Открытая в 1969 году, она была одной из первых в мире системой пиплмувера.

### Непрерывная железная дорога
Одной из первых автоматизированных систем для перевозки людей была «Непрерывная железная дорога» созданная для Британской имперской выставки в Уэмбли в Лондоне в 1924 году. Эта железная дорога состояла из 88 вагонов без машинистов, проходивших по непрерывному двойному пути вдоль северной и восточной сторон выставки, с разворотными кольцами на обоих концах.
Вагоны ездили по двум параллельных бетонным балкам и направлялись блоками, движущимися на внутренней стороне этих бетонных балок, и приводились в движение, захватывая резьбу вращающегося вала, проходящую между путями в яме; регулируя угол наклона этой резьбы в разных точках, можно ускорить или замедлить вагоны на станциях, чтобы пассажиры могли войти и выйти. Железная дорога надежно проработала в течение двух лет выставки, а затем была демонтирована.
Небольшие участки этого путевого полотна и близлежащий железнодорожный путь предлагалось использовать повторно.

### Goodyear и Stephens-Adamson

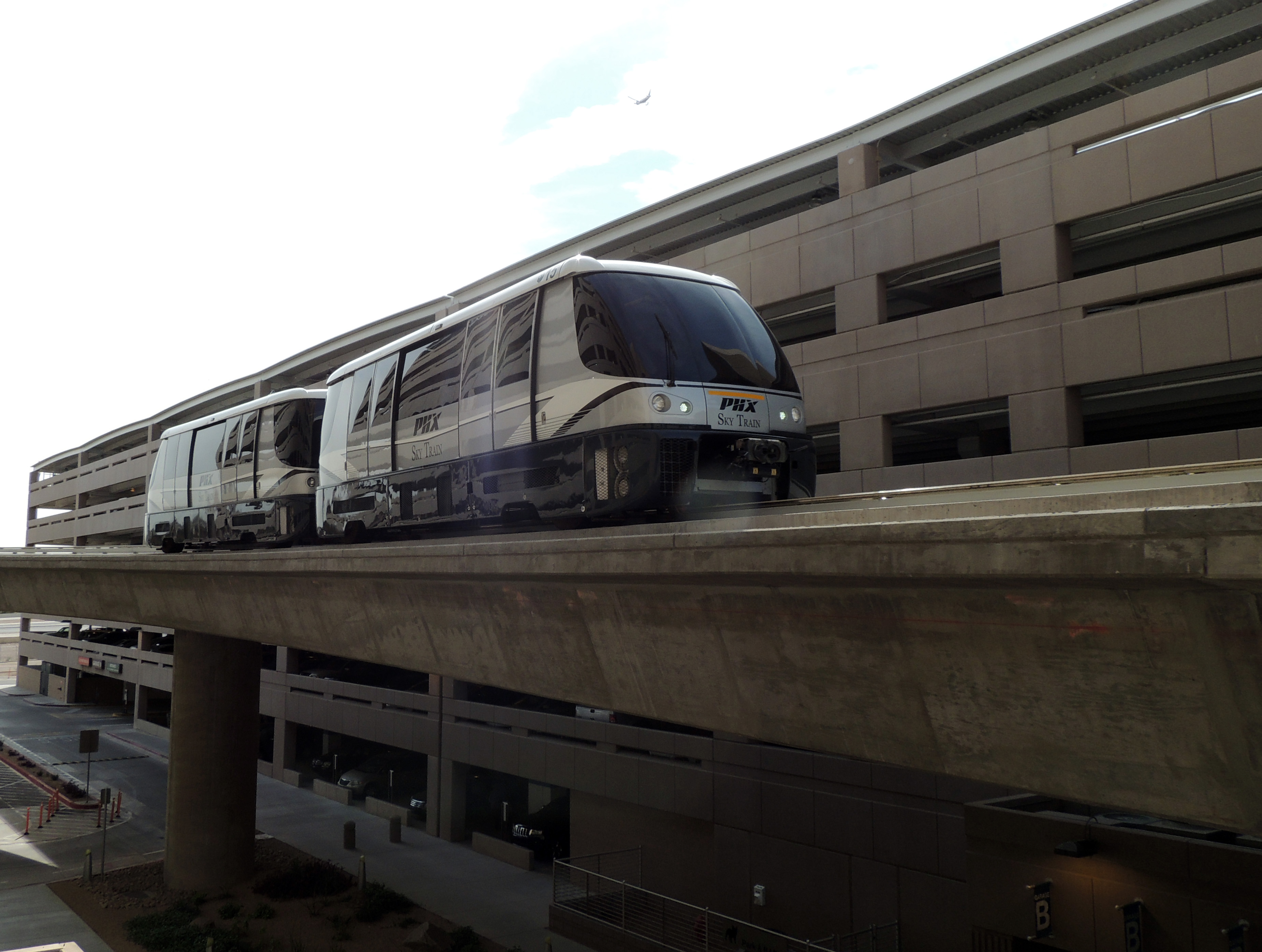
PHX Sky Train в Фениксе, штат Аризона, США, открытый в 2013 году

В конце 1949 года Майк Кендалл, главный инженер и председатель совета директоров Stephens-Adamson Manufacturing Company, расположенного в Иллинойсе производителя ленточных конвейеров и конвейерных систем, обратился к Олу Нильсону, инженеру в отделе промышленной продукции Goodyear Tire и Rubber Co., чтобы узнать, рассматривал ли Goodyear когда-либо возможность разработки пиплмуверов. Он чувствовал, что Goodyear, умея перемещать материалы в больших количествах на ленточных конвейерах, они должны рассмотреть возможность перемещения групп людей.
Четыре года проектирования, разработки и испытаний привели к тому, что был выпущен совместный патент на три типа пиплмуверов, которые называются Speedwalk, Speedramp и Carveyor. Goodyear должен был продавать концепцию, а Stephens-Adamson — изготавливать и устанавливать компоненты.
Speedwalk состоял из плоской конвейерной ленты, двигавшейся по множеству роликов, или плоской скользкой поверхности, передвигавшейся со скоростью 2,4 км/ч (примерно половина скорости ходьбы человека). Пассажиры заходили на ленту и могли стоять или идти к точке выхода. Они могли держаться за движущиеся перила . Ожидалось, что в число клиентов войдут терминалы аэропортов, бейсбольные стадионы, железнодорожные станции и т. д. Сегодня несколько производителей выпускают аналогичные устройства, называемые траволатор .
Speedramp был очень похож на Speedwalk, но он использовался для подъёма или спуска. Этого можно было бы достичь с помощью эскалатора, но Speedramp позволил бы чемоданам на колёсах, ручным тележкам и т. д. ездить на ленте с эксплуатационными затратами, которые, как ожидалось, будут намного ниже, чем у эскалаторов или лифтов . Первая успешная постройка Speedramp произошла весной 1954 года на железнодорожной станции Hudson and Manhattan Railway в Джерси-Сити, штат Нью-Джерси, для соединения железной дороги Erie с Hudson and Manhattan Tubes . Это устройство было 69 метров длиной и 6,7 м высотой с уклоном в 15 градусов, и стоило всего 75000$.
Carveyor состоял из множества маленьких ячеек или вагонов, перевозящих по десять человек, едущих на плоской конвейерной ленте из точки А в точку Б. Лента двигалась по множеству вращающихся роликов. Целью вращающихся роликов было облегчить постепенное ускорение и замедление на конвейерной ленте и преодолеть склонность всех лент к растяжению при запуске и остановке. В точке «A» пассажиры должны были войти в Speedwalk, идущий параллельно лентам и вагонам Carveyor. Вагоны должны были двигаться с той же скоростью, что и Speedwalk; пассажиры заходили бы в вагоны и садились, а вращающиеся ролики должны были увеличивать скорость вагонов до скорости движения (которая устанавливалась бы заранее в зависимости от расстояния, которое надо было пройти). В точке Б пассажиры могли бы сойти и с помощью нескольких плоских более медленных поясов (Speedwalk) перейти на другие Carveyor в другие пункты назначения или выйти на улицу. Автомобили в точке Б продолжали бы катиться по полукругу, а затем процесс должен был начаться в обратную сторону, перевозя пассажиров обратно в точку A. Первоначальная постройка должна была быть на Челноке 42-й улицы в Нью-Йорке между Таймс-сквер иЦентральным вокзалом .
Первое упоминание о Carveyor в литературе было в книге «There’s Adventure in Civil Engineering» Нила П. Рузича (1958), из серии книг, опубликованных Popular Mechanics в 1950-х годах в серии «Карьера». В книге Carveyor уже был установлен и работал в центре Лос-Анджелеса.
Полковник Сидни Г. Бингхэм, председатель Нью-Йоркского транспортного совета, провел несколько встреч с группой архитекторов, которые пытались обновить всю систему метро Нью-Йорка в центре города, чтобы соединить Пенсильванский вокзал, Мэдисон-Сквер-Гарден, Таймс-сквер, Центральный вокзал и несколько новых офисных центров вместе. Некоторые из этих архитекторов были вовлечены в другие программы, и в последующие годы было разработано множество вариаций Carveyor.
В ноябре 1954 года Управление транспорта Нью-Йорка распорядило Goodyear и Stephens-Adamson построить полноценную систему Carveyor между Таймс-сквер и Центральным вокзалом. Краткое резюме и подтверждение можно найти в журнале Time от 15 ноября 1954 г. под заголовком «Метро будущего». Стоимость должна была составить менее 4 миллионов долларов, но заказ так и не был выполнен из-за политических трудностей.
Шоколадный мир в Херши, Пенсильвания, Диснейленд в Калифорнии и Диснейуорлд во Флориде являются одними из многих мест, где использовались вариации концепции Carveyor.

### Другие разработки

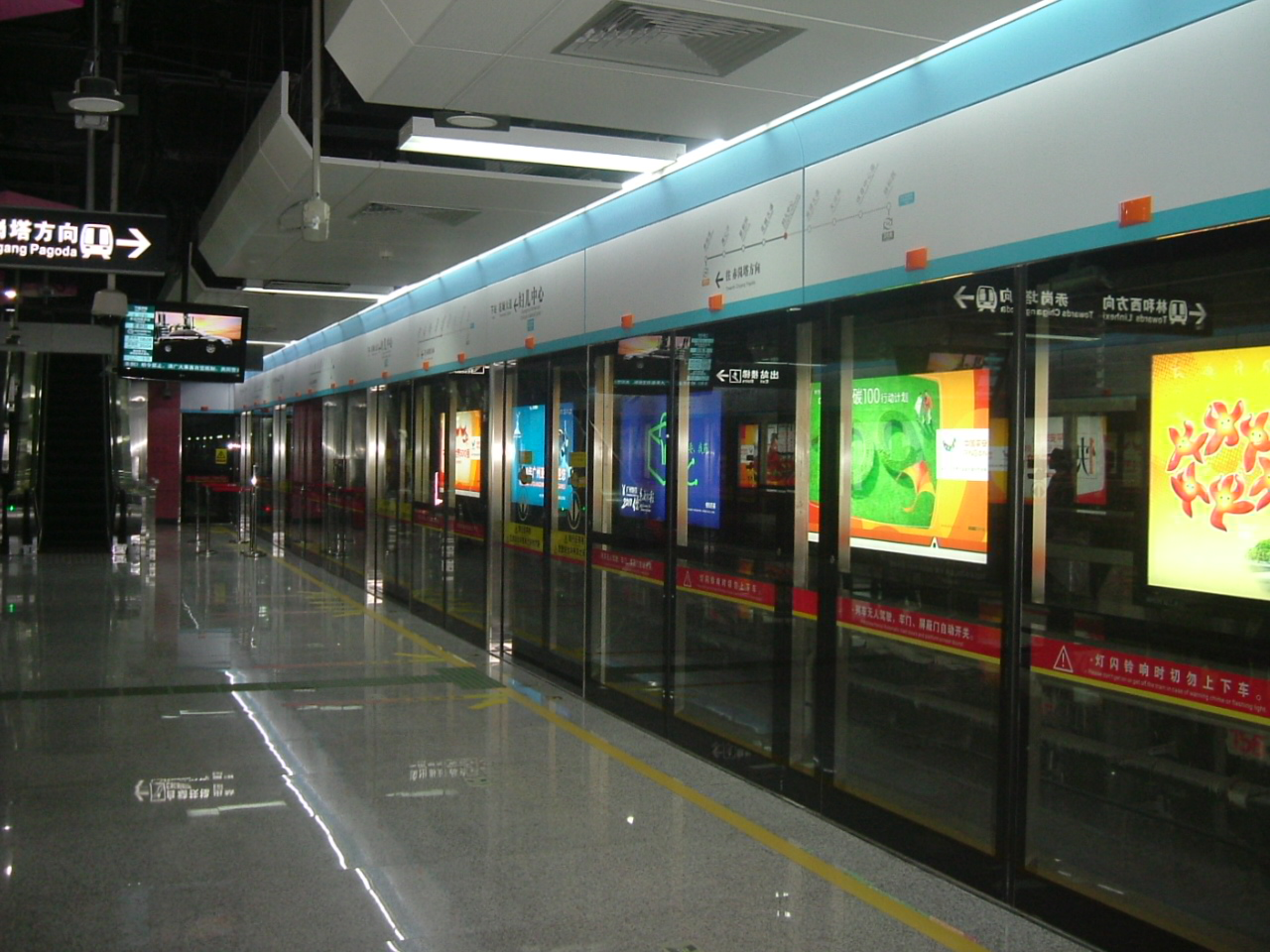
Платформа Zhujiang New Town APM в Гуанчжоу, Гуандун, Китай

Термин «пиплмувер» использовался Уолтом Диснеем, когда он и его креативные разработчики работали над новым Tomorrowland 1967 года. Название использовалось в качестве рабочего названия для нового аттракциона PeopleMover. Как сказал разработчик Боб Гурру, «имя не пошло», и это больше не было рабочим названием.
Начиная с конца 1960-х и в течение 1970-х годов, пиплмуверы были темой повышенного интереса во всем мире. Обеспокоенные растущими заторами и загрязнением в центральных районах города из-за распространения автомобилей, многие правительства стран начали изучать системы общественного транспорта, которые позволят снизить капитальные затраты до такой степени, чтобы любой город смог позволить построить себе такую. В большинстве этих систем использовались надземные направляющие, которые были гораздо дешевле в постройке, чем туннели. Однако подъём путей вызывает проблемы с шумом, поэтому традиционные решения «стальное колесо и рельс» были редки, поскольку они визжали при проходе кривых у рельс. Были распространены решения с резиновыми колёсами, но некоторые системы использовали методы воздушной подушки или различные системы магнитной левитации .
Два крупных проекта пиплмумеров, финансировавшиеся из бюджета стоят внимания. В Германии, Mannesmann Demag и Messerschmitt-Bölkow-Blohm в 1970-х разработали систему, называемую Cabinentaxi. Cabinentaxi состояла из вагончиков с 4-8 сиденьями, которые вызывались для доставки пассажиров прямо до места назначения. Станции находились вне линии, позволяя кабинкам останавливаться, уходя с основного пути, чтобы другие кабинки могли свободно ехать к своей цели. Система была разработана так, чтобы вагоны могли передвигаться сверху или снизу путей (но без быстрой смены варианта), позволяя двупутные передвижения, используя только одну надземную направляющую, немного более широкую, чем вагоны. Тестовая трасса была завершена в 1975 году и работала до конца разработки в 1979 году, но ни каких новых открытий систем не последовало, и компании забросили систему вскоре после того.
В США федеральный законопроект 1966 года предусматривал финансирование, которое привело к разработке систем APM в рамках программы Downtown People Mover. Были разработаны четыре системы: ROMAG от Rohr, AirTrans от LTV, APT от Ford и вариант на воздушной подушке от Otis Elevator. Основная презентация систем была организована как TRANSPO’72 в аэропорту Даллеса, где различные системы были представлены делегациям из многочисленных городов США. Опытные системы и испытательные треки строились в течение 1970-х годов. Одним из примечательных примеров был Skybus в Питтсбурге, который был предложен портовой администрацией округа Аллегейни как замена своим трамваям, которые, проходя по большому количеству частной земли, не подходили для переоборудования в автобусы. В Южном парке была установлена короткая демонстрационная линия, и для его объектов были выделены большие участки земли. Однако возникло негодование из-за того, что он заменит трамваи. Это, в сочетании с незрелостью технологии и другими факторами, заставило администрацию порта отказаться от проекта и искать альтернативы. К началу 1980-х годов большинство политиков утратили интерес к этой концепции, и в начале 1980-х проект неоднократно терял финансирование. Только два пиплмувера были разработаны в рамках программы People Mover в США, Metromover в Майами и Detroit People Mover. Джексонвилль Skyway был построен в конце 1980-х годов.

## От разработки к реализации
Хотя многие системы, финансируемые государством, обычно считались провалом, некоторые системы APM, разработанные другими группами, были гораздо более успешными. Более легкие системы с более короткими расстояниями широко используются в аэропортах; первый в мире пиплмувер, пиплмувер международного аэропорта Тампа, был построен в 1971 году в международном аэропорту Тампа в Соединенных Штатах Америки. В настоящее время пиплмуверы стали распространены в крупных аэропортах и больницах в США.
Метро без водителя стало обычным явлением в Европе и некоторых частях Азии. Экономия средств при использовании технологий автоматического вождения позволяет создавать системы скоростного внеуличного транспорта меньшего масштаба, сравнимые по масштабу с системами уличного транспорта в иных городах, но превосходящие их по эффективности (одна из самых больших статей расходов — это зарплата водителя, которая рентабельна только в том случае, если очень большое количество пассажиров платит за проезд), так что возможны небольшие системы. Таким образом города, обычно воспринимаемые как слишком маленькие, чтобы строить метро (например, Ренн, Лозанна, Брешиа и т. д.) сейчас делают это.
30 сентября 2006 года Peachliner в Комаки стал первым пиплмувером в Японии, который прекратил работу.

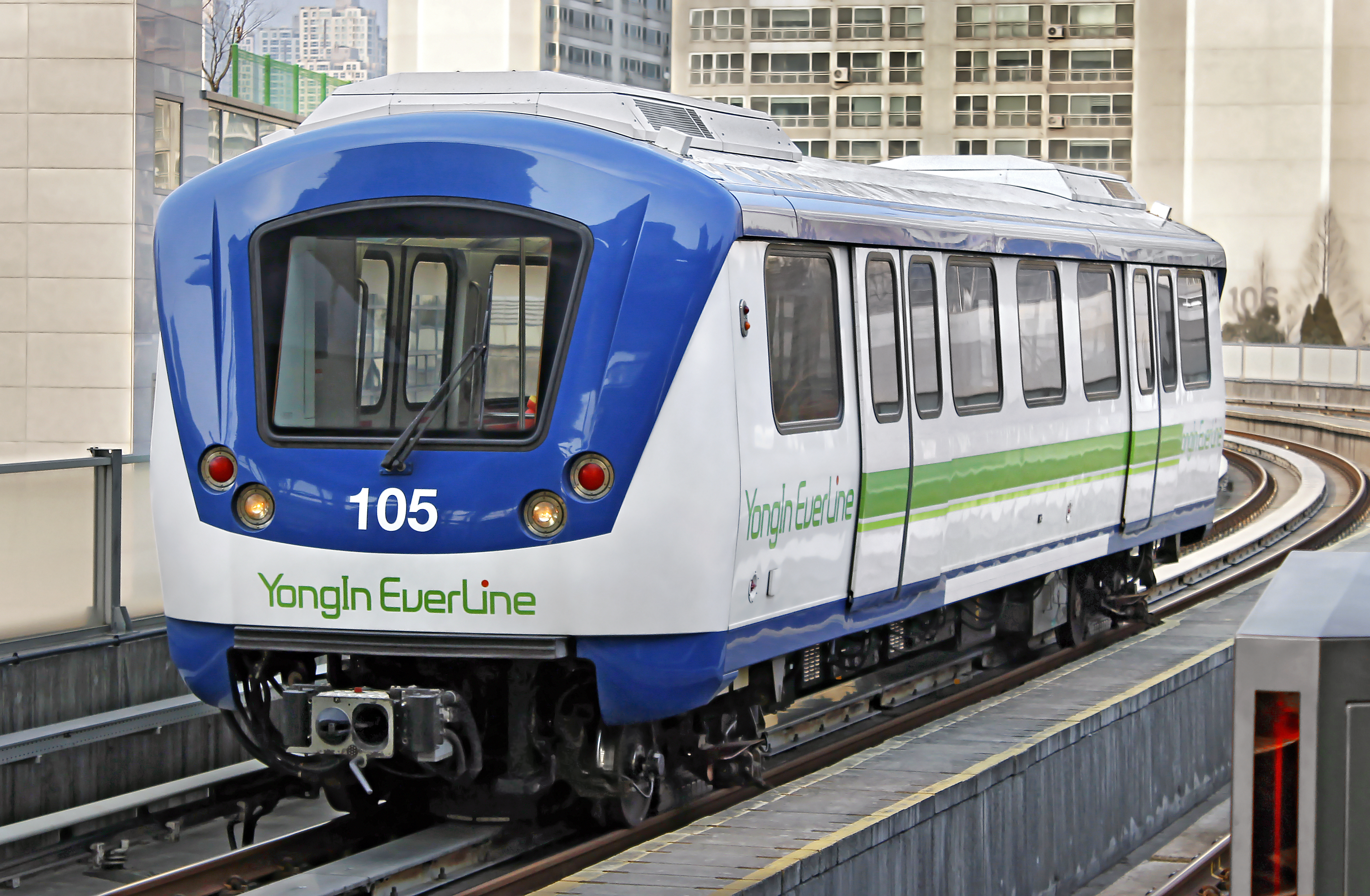
Состав Everline Innovia ART 200 в Йонъине, Южная Корея

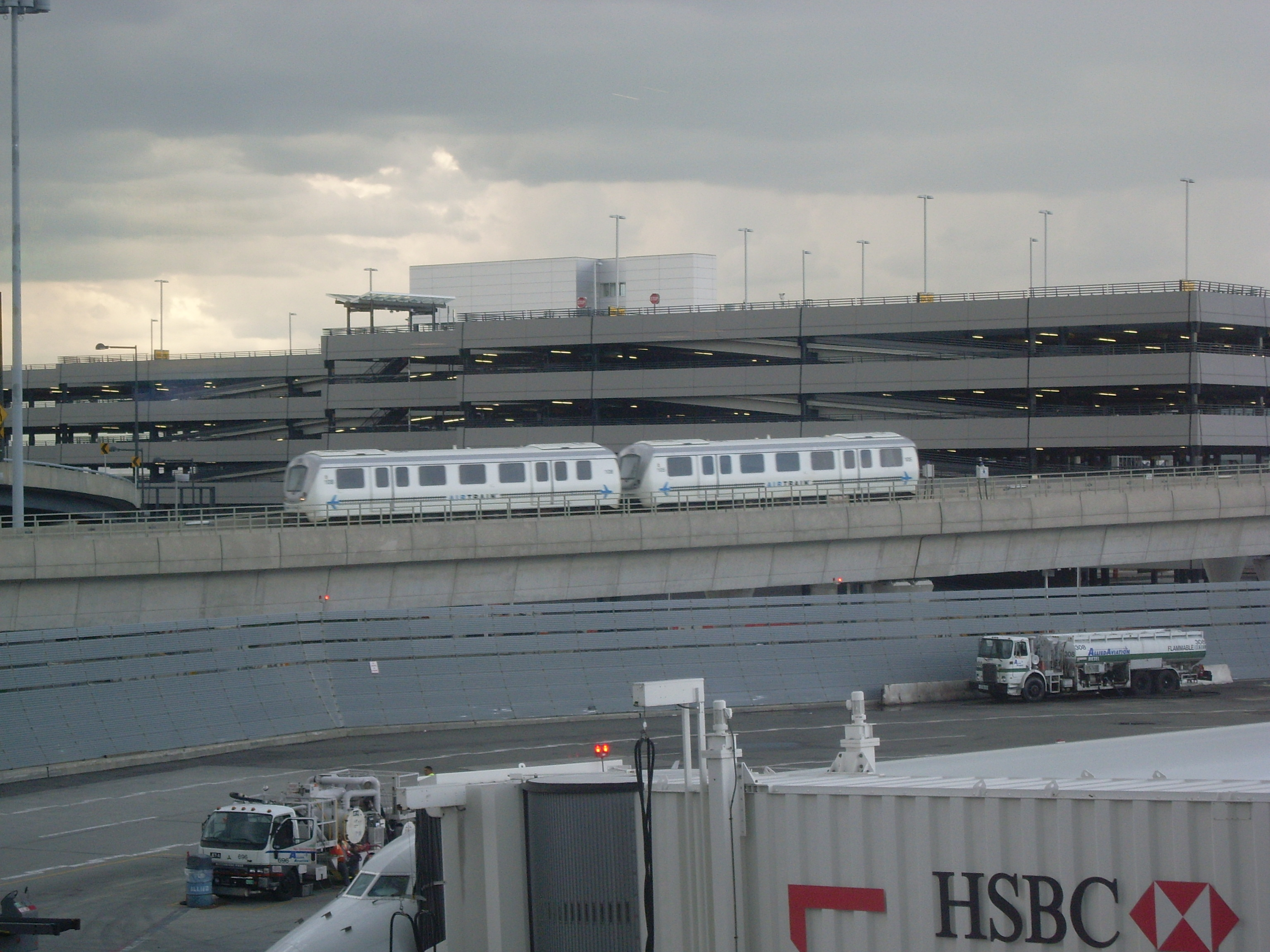
Два вагона AirTrain JFK на надземном пути

## Производители

### Тяжёлые пиплмуверы
- Ansaldo STS
- Bombardier Innovia Metro
- Bombardier Innovia Monorail
- Kawasaki Heavy Industries Rolling Stock Company
- Mitsubishi Heavy Industry
- Véhicule Automatique Léger (VAL)
- Hyundai Rotem

### Лёгкие пиплмуверы
- Ansaldo STS
- Bombardier Innovia APM
- Канатная дорога DCC Doppelmayr
- Leitner Group
- Poma Group
- Mitsubishi Heavy Industries Crystal Mover
- Parry People Movers (PPM)
- Hyundai Rotem

## Примеры

### Аэропорты
Многие крупные международные аэропорты по всему миру оснащены системами пиплмуверов для перевозки пассажиров между терминалами или внутри самого терминала. Некоторые пиплмуверы в аэропортах соединяются с другими системами общественного транспорта, позволяя пассажирам путешествовать в город, к которому относится аэропорт.

### Городские перевозки

#### Австрия
- Подземная железная дорога в Зерафусе

#### Бразилия
- Система Aeromovel в Порту-Алегри

#### Китай
- Гуанчжоу : Пиплмувер Zhujiang New Town
- Шанхай : линия Пуцзян

#### Франция
- Париж (Orlyval и CDGVAL; обе — системы VAL)

#### Германия
- Аэропорт Дортмунд и Дюссельдорф : H-Bahn
- Франкфурт: SkyLine

#### Италия

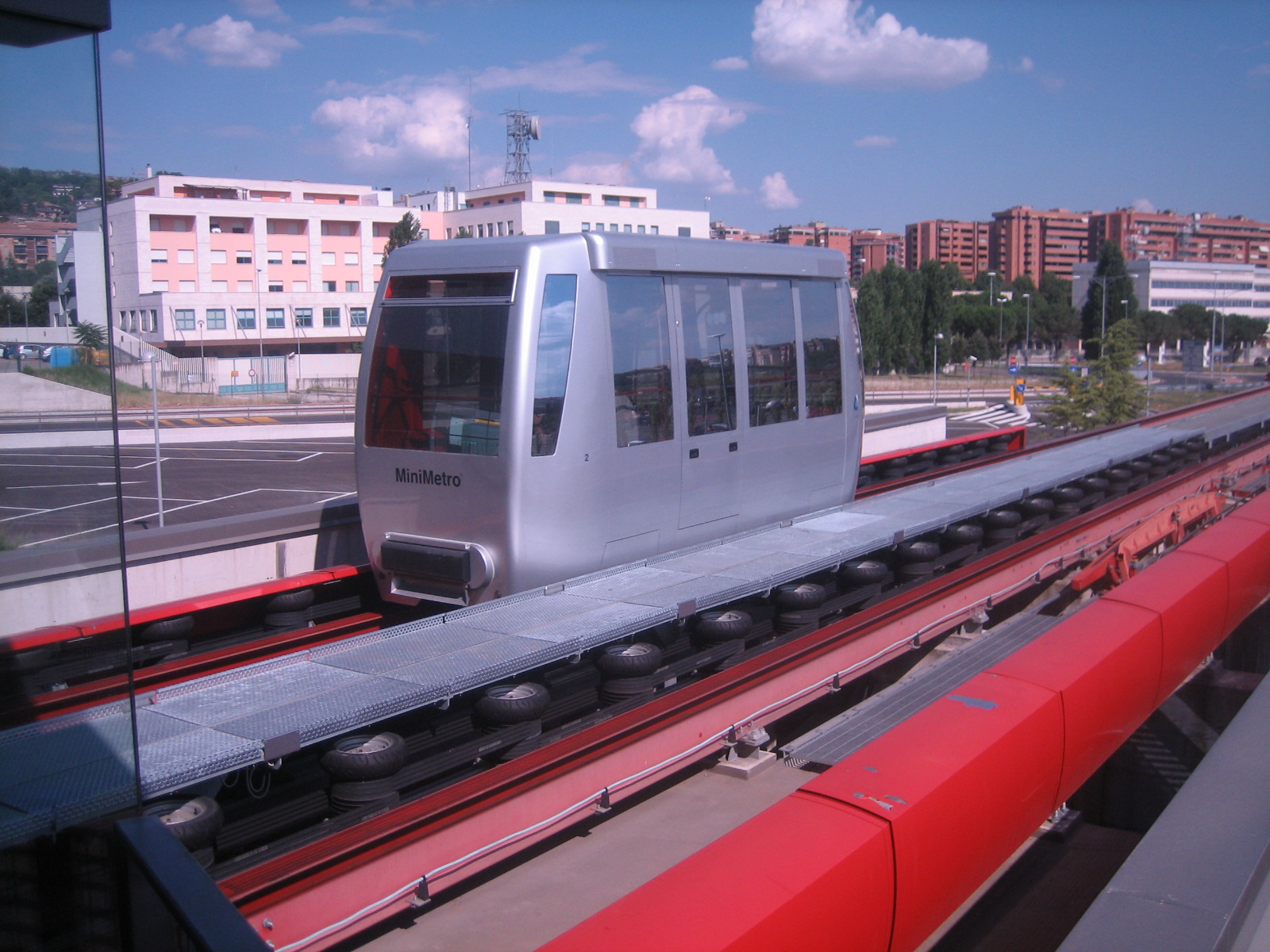
Автоматическое Миниметро в Перудже, Италия

- Перуджа, Миниметро (полностью автоматическое)
- Милан, MeLA Line 2 — Больница им. С. Раффаэле (полностью автоматическая)
- Пиза, PisaMover (полностью автоматическая)
- Венеция, Венецианский пиплмувер Изола-дель-Тронкетто — Пьяццале Рома.
- Болонья, Маркони Экспресс Гульельмо Маркони (аэропорт) — Центральный вокзал Болоньи

#### Япония
- Кобе: Port Liner, Rokkō Liner
- Нагоя: Linimo, Nagoya Guideway Bus
- Сайтама: New Shuttle
- Сакура: Yamaman Yūkarigaoka Line
- Токородзава: Seibu Railway Yamaguchi Line (Leo Liner)
- Иокогама: Seaside Line

#### Малайзия
- Малаккский Монорельс

#### Филиппины
- UP Diliman Automated Guideway Transit
- Bicutan Automated Guideway Transit

#### Португалия
- Порту : Funicular dos Guindais

#### Сингапур

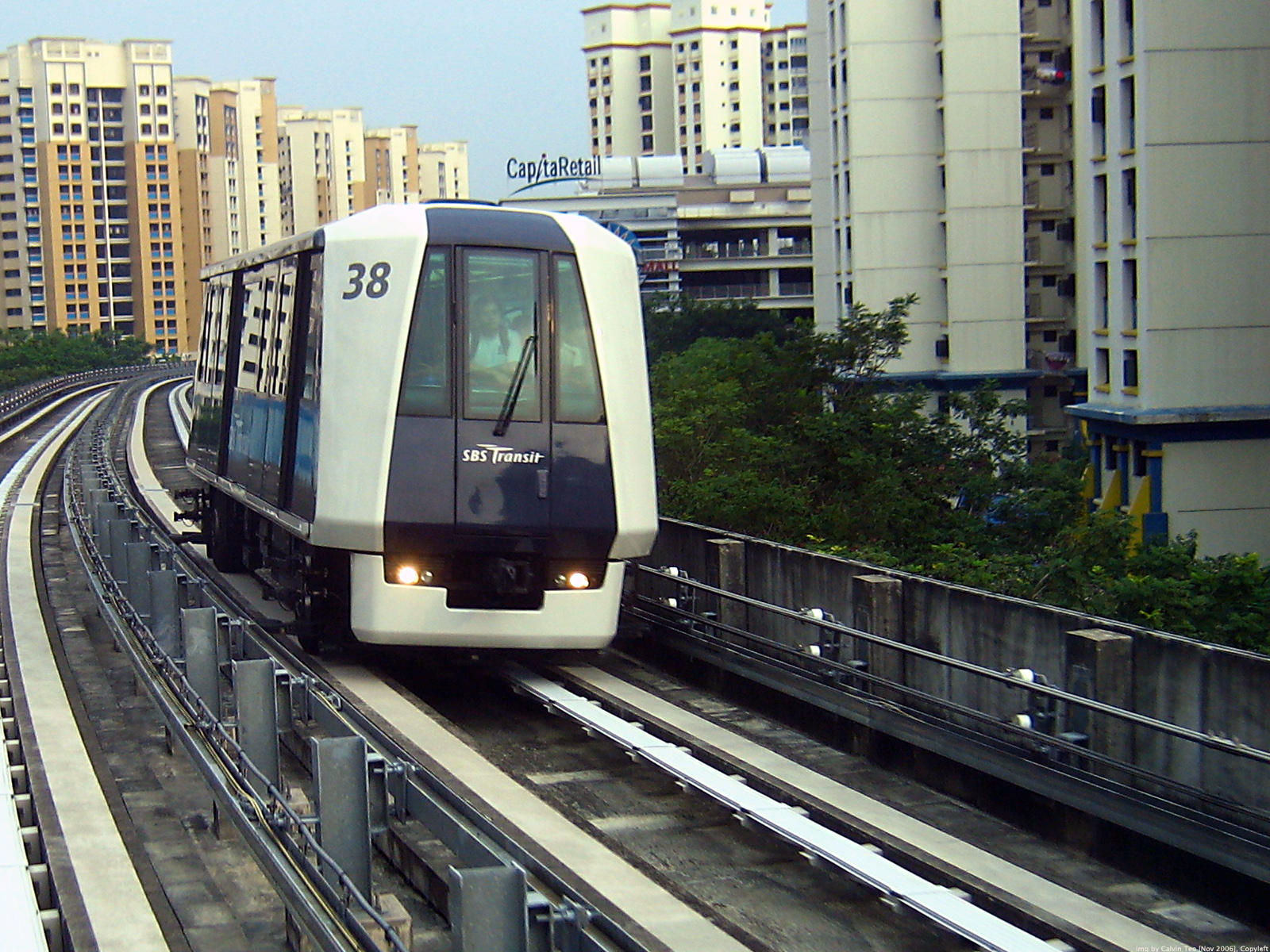
Sengkang LRT Line, Mitsubishi Heavy Industries Crystal Mover на East Loop, Сингапур

- Bukit Panjang Light Rail Transit
- Sengkang Light Rail Transit
- Punggol Light Rail Transit

#### Южная Корея
- LRT Пусан-Кимхэ
- Эверлайн Йонгин

#### Таиланд
- MRT Gold Line (в стадии строительства)

#### Соединённое Королевство
- ЖД ветка в Стаурбридж

#### Соединённые Штаты

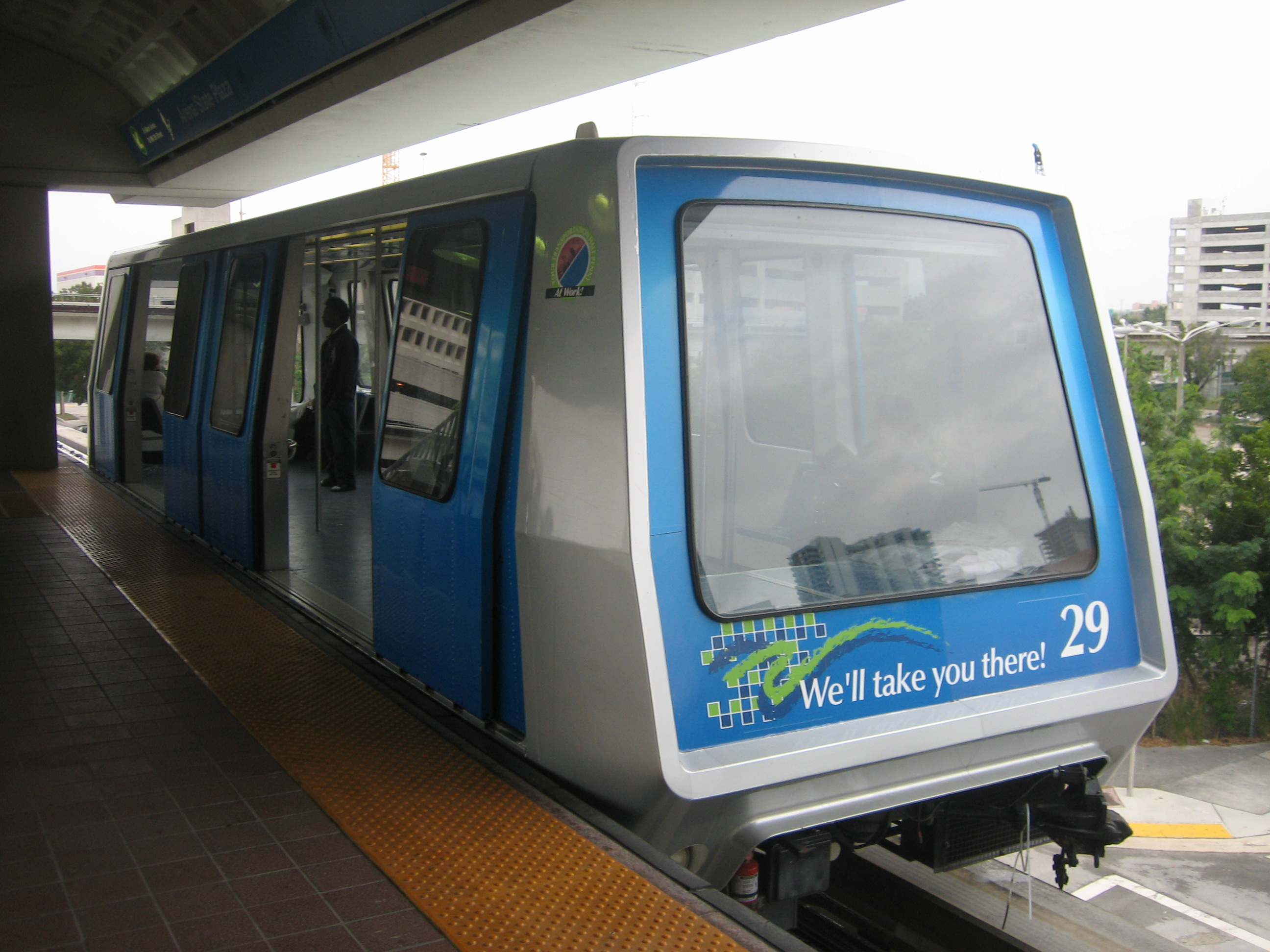
Метромувер, Майами, Флорида, США

- Детройт, Мичиган : Детройтский пиплмувер
- Джексонвилл, Флорида : Jacksonville Skyway (монорельс)
- Лас-Вегас, Невада : Лас-Вегасский монорельс (монорельс)
- Майами, Флорида : Метромовер, MIA Mover
- Сиэтл, Вашингтон : Монорельс Сиэтла (монорельс)

#### Венесуэла
- Каракас : Канатная дорога Боливариано

### Парки развлечений / выставочные центры / торговые центры / зоопарки

#### Канада
- Монреаль, Квебек : Minirail или Blue Miniral (автоматизированный монорельс на Экспо 67, который включал в себя пути и подвижной состав с Швейцарской национальной выставки 1964 года). После закрытия выставки ограниченно функционировал до 1972 года, после чего был разобран. Не следует путать с другой, более сложной метро-линией Expo Express, также сооружённой для данной выставки.

#### Китай
- В Шанхае в обзорном туннеле Бунда работает SK people mover.

#### Гонконг
- Гонконг: Disneyland Resort Line (городской транспорт, ведущий в парк развлечений)
- Гонконг : Ocean Express в Hong Kong Ocean Park (транспорт, соединяющий две зоны парка развлечений)
- Гонконг : Пиплмувер Международного аэропорта Гонконг (транспорт, соединяющий посадочные ворота со паспортным контролем)

#### Индонезия

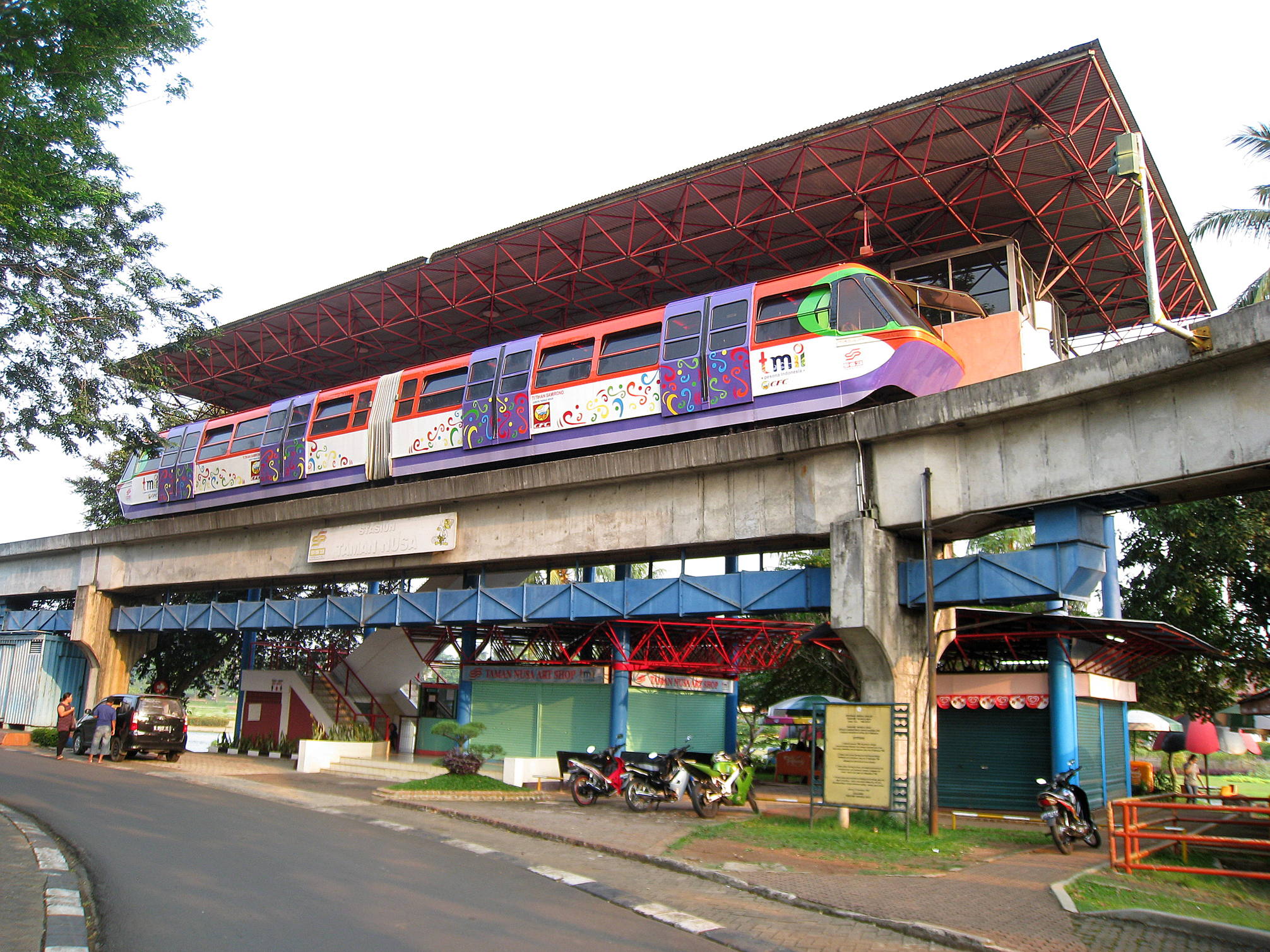
Aeromovel, работающий на ветре, ездит вокруг тематического парка TMII

- Система Aeromovel парка «Прекрасная Индонезия в миниатюре»

#### Япония
- Горный монорельс, небольшая автоматизированная монорельсовая дорога, которая есть в различных частях Японии, может рассматриваться как простая форма пиплмувера.

#### Соединённые Штаты
- Анахайм, Калифорния : бывший аттракцион PeopleMover в Диснейленде, который работал с 1967 по 1995 год
- Бей-Лейк, штат Флорида : аттракцион PeopleMover Управления транспорта Tomorrowland, который ранее назывался Wedway PeopleMover, в Tomorrowland в Волшебном Королевстве в Диснейуоролде, который был открыт в 1975 году.
- Хантсвилл, штат Алабама : Пиплмувер Больницы Хантсвилла Соединяет различные здания системы Больницы Хантсвилла .
- Индианаполис, штат Индиана : Пиплмувер больницы Университета Индианы (работа приостановлена на неопределенный срок в феврале 2019 года)
- Лас Колинас, Ирвинг, Техас : Пиплмувер Лас Колинас
- Моргантаун, Западная Вирджиния : Пиплмувер Моргантауна
- Лас-Вегас, Невада : Трамвай Мандалай-Бей, в дополнение к монорельсу Лас-Вегаса, в долине Лас-Вегас, штат Невада, действует несколько систем пиплмувера. Три соединяют терминалы 1 и 3 Международного аэропорта Маккарран с его воротами C, D и E. Другой соединяет казино Мираж с Treasure Island Hotel и Casino. Два пиплмувера соединяет отели на Лас-Вегас-Стрип . Трамвай Мандалай Бэй соединяет казино Экскалибур, Луксор и Мандалай Бэй . City Center Tram соединяет Парк MGM, казино Кристаллы в центре города и Белладжио .
- Орландо, Флорида : аттракцион Хогвартс-Экспресс, фуникулер внутри Universal Orlando Resort, соединяющий две секции «Волшебного мира Гарри Поттера», Хогсмид на Островах Приключений и Косая аллея в Юниверсал Студиос, Флорида
- Рино, штат Невада : шаттл Circus Circus Reno работает между башнями отеля в Рино, штат Невада .[19]
- Вашингтон, округ Колумбия : Метро Капитолия США, линия Дирксен/Харт

Ниже приведены монорельсовые дороги также считаются пиплмуверами.
- Анахайм, Калифорния — Монорельс в Монорельсовой системе Диснейленда
- Бэй-Лейк, Флорида — Монорельс в Монорельсовой системе Уолта Диснея
- Херши, Пенсильвания — монорельс в Хершипарке
- Ланкастер, штат Пенсильвания — Монорельс парка развлечений «Голландская страна чудес»[20]
- Ошен-Сити, штат Нью-Джерси — Монорельс в парке развлечений Gillians Wonderland Pier
- Маршалл, штат Висконсин — Монорельс парка развлечений «Маленькая Америка»
- Майами, Флорида — монорельс в зоопарке Майами
- Нью-Йорк, Нью-Йорк — монорельс в зоопарке Бронкса
- Даллас, штат Техас — монорельс в зоопарке Далласа
- Гилрой, Калифорния — Монорельс Gilroy Gardens предоставляет посетителям вид с воздуха на гигантскую оранжерею садов
- Сакраменто, Калифорния — монорельсовая дорога на Калифорнийской Выставке, которая проходит более мили вокруг их выставочного комплекса. Он открыт только во время ярмарки штата Калифорния[21]
- Aийеа, Гавайи — Перлридж Центр. Соединяет верхнюю и нижнюю часть торгового центра. Это единственная монорельсовая система на Гавайях.
- Фэрфилд, штат Огайо — монорельс международного рынка Джунгл Джим в Фэрфилде, штат Огайо, доставляет посетителей с удаленной парковки в ивент-центр Оскара; вагоны были первоначально использованы на соседнем Кингс-Айленде .[22]
- Мемфис, Теннесси . Короткая подвесная монорельсовая дорога соединяет остров Мад на реке Миссисипи с Мемфисом.

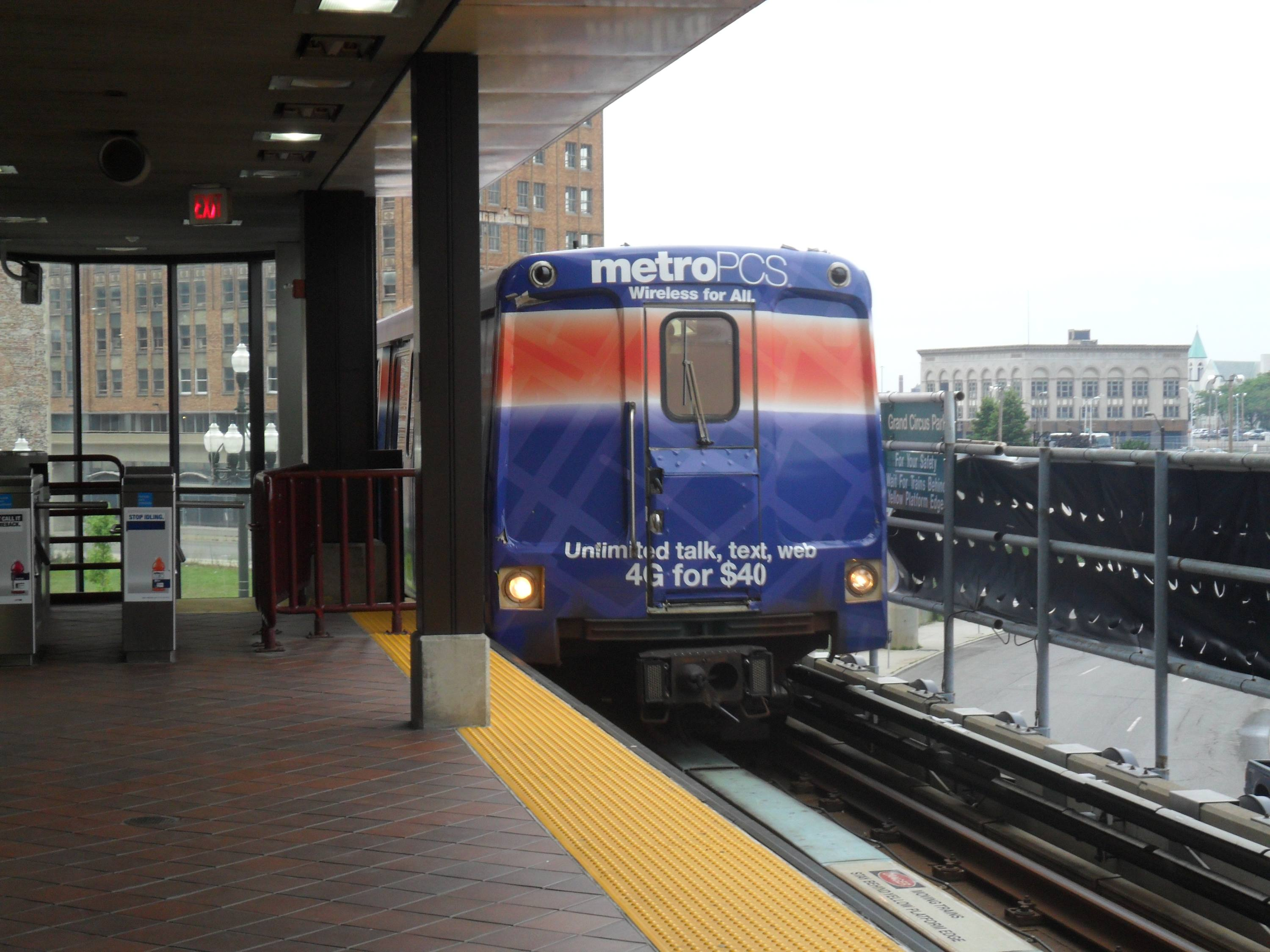
Detroit People Mover, Детройт, Мичиган, США
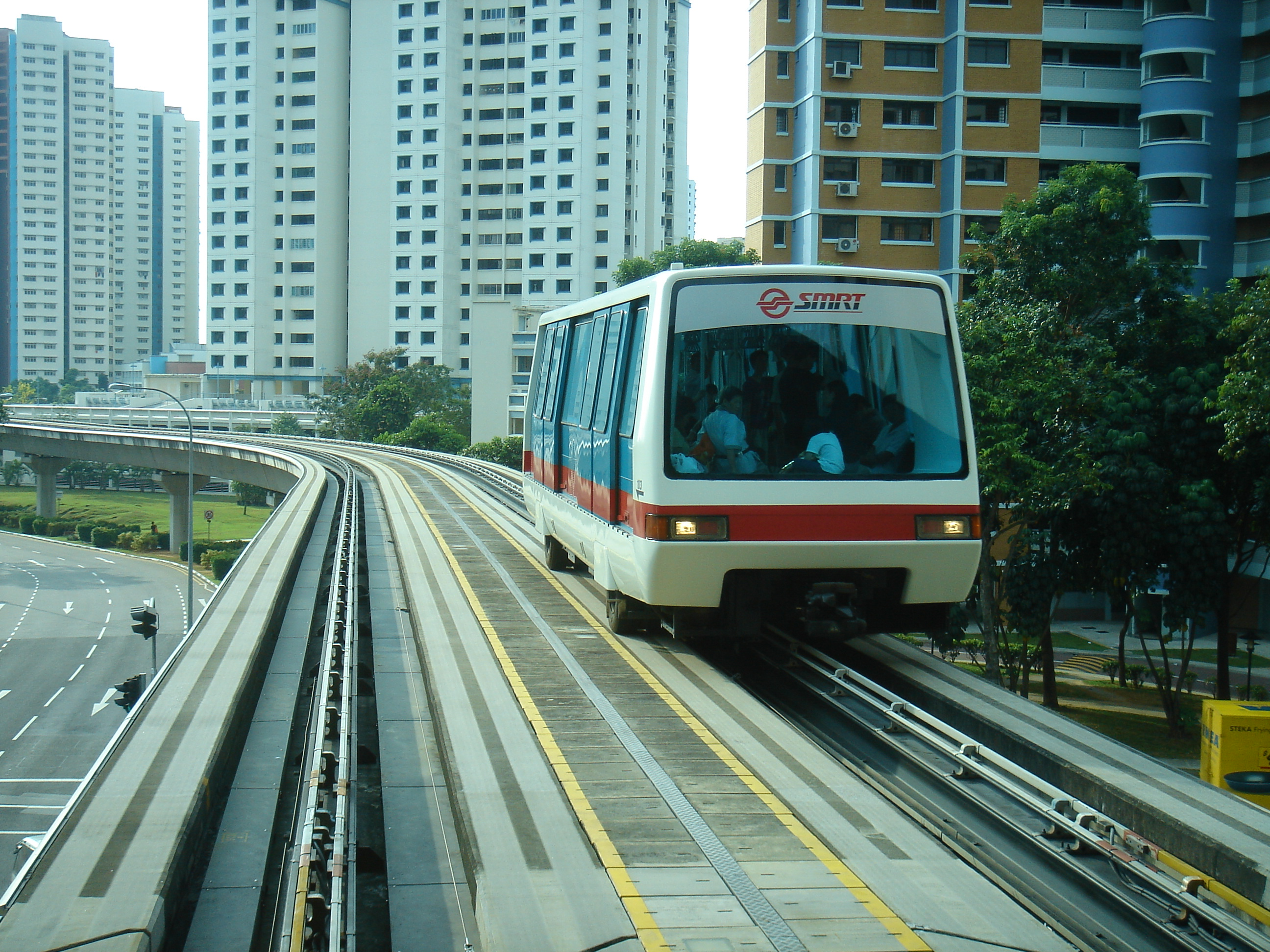
Bukit Panjang LRT Line, Сингапур
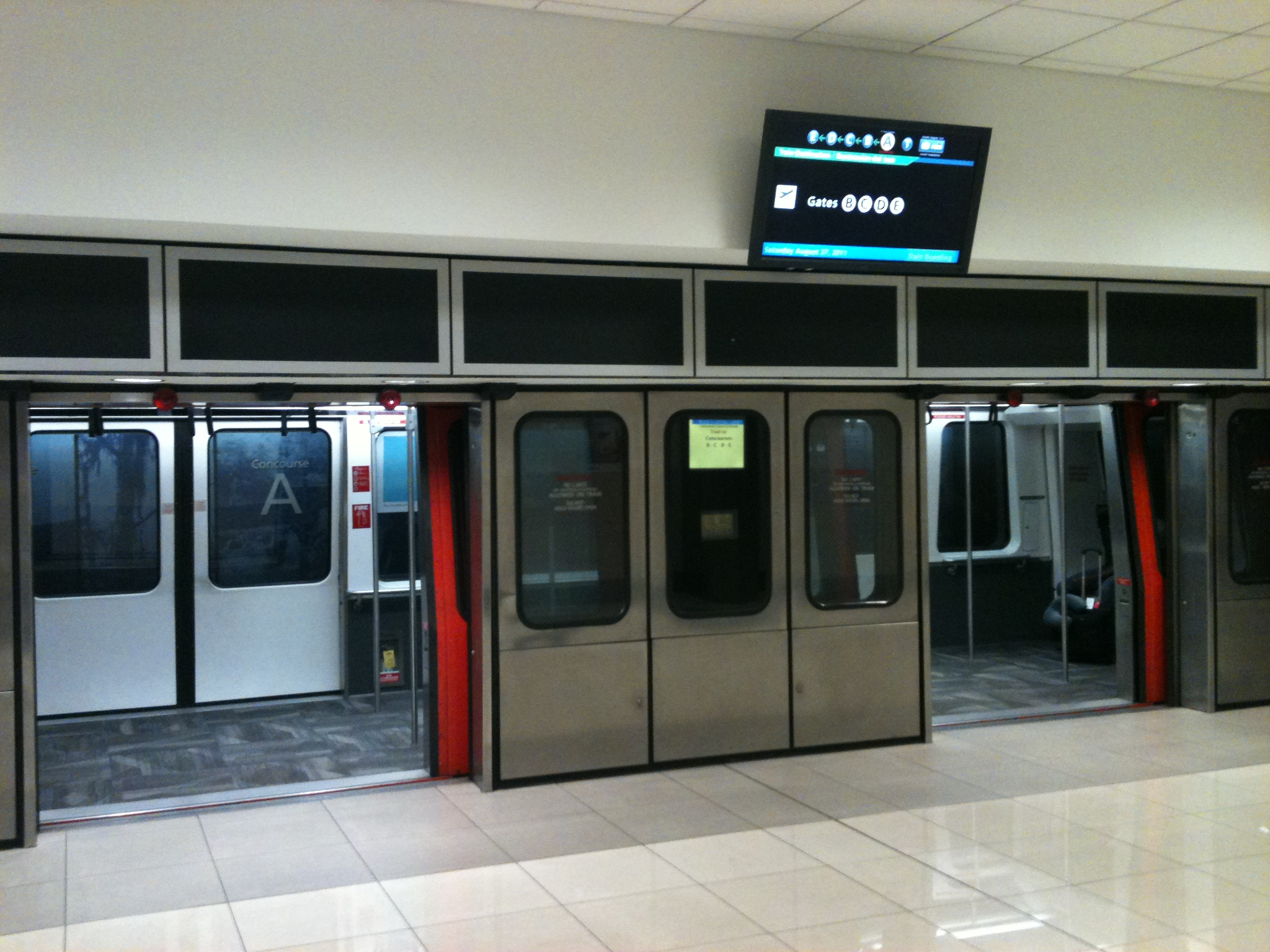
Подземный пиплмувер, называемый The Plane Train, станция в международном аэропорту Хартсфилд-Джексон Атланта, Атланта, США
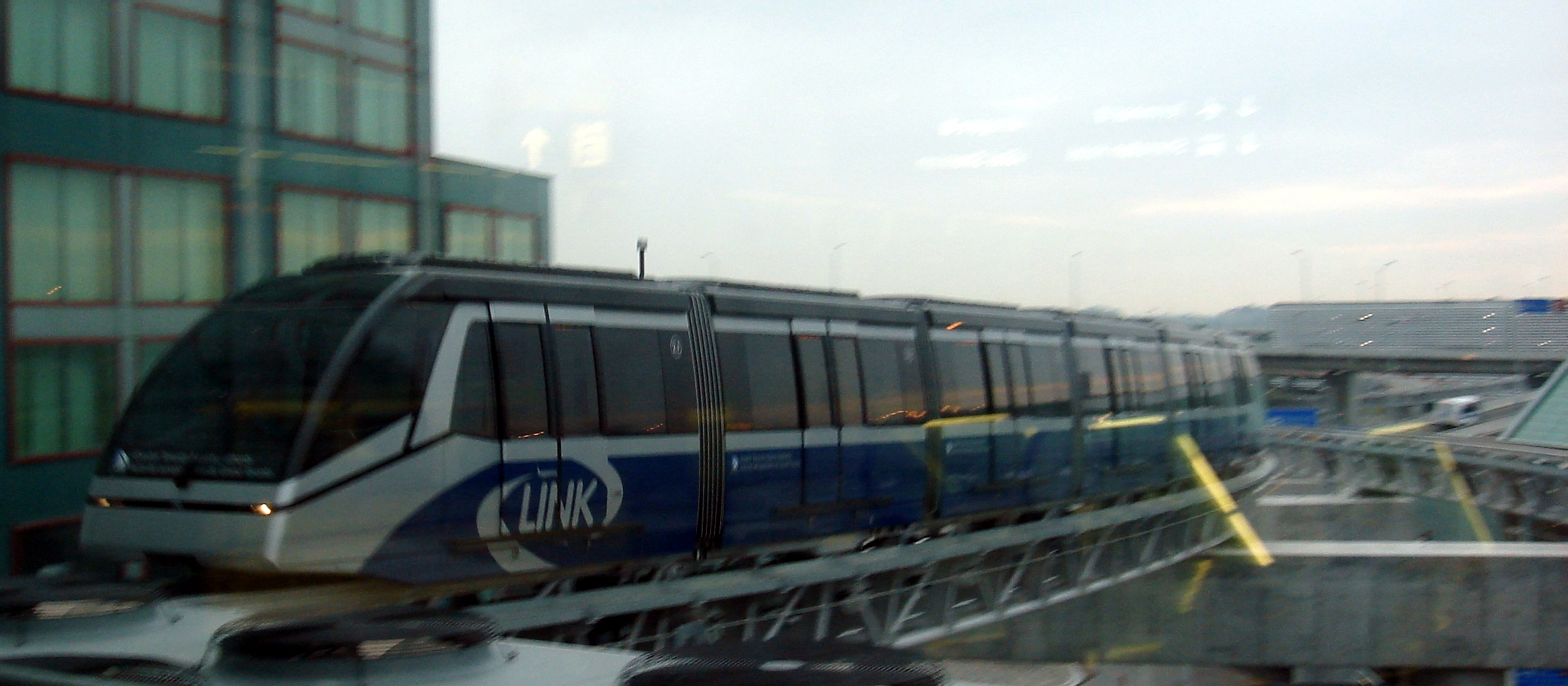
Air Rail Link в международном аэропорту Пирсон в предыдущей ливрее, Торонто, Канада